# Canon PowerShot A610
PowerShot A95
Le PowerShot A610 et le PowerShot A620 sont des appareils photo numériques compacts fabriqués par Canon,. Annoncés le 22 août 2005, et lancés en septembre 2005, ils sont les successeurs du populaire PowerShot A95.
La différence entre les deux appareils tient uniquement dans le capteur : 7,1 mégapixels pour le A620 et 5 mégapixels pour le A610.

## Caractéristiques
- Capteur d'image :
  - A610 : 5,0 mégapixels, capteur CCD 1/1,8" (définition maximale : 2592 x 1944)
  - A620 : 7,1 mégapixels, capteur CCD 1/1,8" (définition maximale : 3072 x 2304)
- Zoom optique 4X
  - Focale : 7,3 - 29,2 mm (équivalent 24x36 : 35 - 140 mm)
  - Ouverture maximale : f/2,8 - 4,1
- Zoom numérique 4.0X
- Sensibilité ISO : 50, 100, 200 et 400 ISO
- Vidéo : 640 x 480, 30/15 fps, 320 x 240, 60/30/15 fps, 160 x 120, 15 fps avec son
- Mode rafale 2,4 images par seconde (A610) avec pour seule limite la taille de la carte SD (les performances dépendent des capacités de la carte SD)
- Autofocus AiAF 9 points, AF 1 point
- Impression directe (avec imprimante compatible)
- 20 modes de prise de vue
- Écran LCD TFT 2,0" orientable
- Processeur d'images DIGIC II
- Utilise des cartes Secure Digital / MMC
- Utilise 4 piles AA

## Fonctionnalités
Cet appareil photographique compact est destiné à un public large. En effet, en plus des programmes d'exposition automatiques, dont les modes scènes, adaptés aux débutants, de nombreux réglages manuels sont possibles pour les plus expérimentés. Parmi ces réglages, les principaux sont la priorité à la vitesse d'obturation (Tv), la priorité à l'ouverture du diaphragme (Av), ou encore un mode entièrement manuel (M).

## Astuces
Le Canon PowerShot A610 est compatible avec le firmware tierce CHDK qui permet d'augmenter les fonctionnalités de la plupart des compacts de la marque Canon.